# Impost sobre Vehicles de Tracció Mecànica
L'Impost sobre Vehicles de Tracció Mecànica (també conegut com a impost de circulació) és un impost municipal espanyol d'imposició obligatòria. Grava la titularitat sobre vehicles de tracció mecànica que són aptes per a circular per la via pública.
L'antecedent d'aquest impost va ser el de Circulació. Va ser regulada per la Llei Reguladora d'Hisendes Locals (art. 93.1) i més endavant pel Text Refòs de la Llei Reguladora d'Hisendes Locals (art. 92.1). El 2008, l'impost arribava a variar fins més de 300% entre municipis.
El subjecte passiu és tota persona, física o jurídica, o entitat que tenen el nom en el permís de circulació del vehicle.
Aguilar-Muñoz (2016, p. 117) explica que és controvertit què és considerat vehicle apte per a circular.

## Exempció
Estan exempts els vehicles oficials estatals (estat central, comunitats autònomes i ens locals) adscrits a la defensa nacional o seguretat ciutadana, els de representacions diplomàtica, oficines consulars, agents diplomàtics i funcionaris consulars de carrera acreditats a Espanya, els de vehicles d'organismes internacionals amb seu a Espanya i dels membres amb estatuts diplomàtic, els vehicles establerts en tractats i convenis internacionals, els de persones de mobilitat reduïda determinats a l'apartat A de l'annex II del Reial Decret 2822/1998, de 23 de desembre, els de discapacitats matricul·lats al seu nom per a ús exclusiu, els vehicles destinats a atenció sanitària o trasllat de ferits o malalts, els vehicles destinats al transport públic urbà que excedeixen nou places i els tractors, remolcs, semirremolcs i maquinària que compten amb Cartilla d'Inspecció Agrícola.
L'exempció per a l'Església Catòlica ha sigut plantejada amb relació a l'Acord econòmic de 1979. La sentència de 13 de juliol de 1998 del Tribunal Superior de Justícia de Madrid va establir que sí s'aplicava l'exempció.